# Crkva sv. Nikole u Perastu
Crkva sv. Nikole je rimokatolička crkva u Perastu.
U današnjem obliku sagrađena je 1616. Građena je od korčulanskoga kamena, s lijepim renesansnim pročeljem. Na pročelju se nalazi natpis o pobjedi Peraštana nad Turcima 1654. Riječ je o jednobrodnoj crkvi u čijoj se unutrašnjosti nalaze klesarska djela korčulanskih majstora i vrijedne slike Tripe Kokolje. U njezinoj riznici, koja je danas muzej, čuvaju se mnogi vrijedni darovi. U crkvi se nalazilo središte bratovštine pomoraca. Uz crkvu se nalazi zvonik iz 1691., visok 55 m. Prema povjesničarima umjetnosti zvonik je najljepši primjer raščlanjenog tipa zvonika s piramidalnim završetkom na Jadranu.
Barokni zvonik župne crkve od korčulanskoga je kamena. Projektirao ga je mletački arhitekt Giuseppe Beati, a radove je izveo hrvatski graditelj Ivan Krstitelj Škarpa.
Peraštani su bili poznati kao čuvari glavne ratne zastave Mletačke Republike Sv. Križa. Zastavnici su se zvali gonfalonijeri i pravo čuvati tu zastavu na admiralskom brodu Republike imali su od prve polovice 15. st. pripadnici 12 peraških bratstava (kazada). Nakon što je Napoleon ukinuo Mletačku Republiku 1797. godine, Peraštani su svečano ukopali u crkvi sv. Nikole zastavu Sv. Marka obilježavajući i na taj način prestanak gotovo četiristoljetne mletačke vlasti.
Uočavajući kako je stara župna crkva prema moru postavljena u smjeru istok-zapad, umjesto sjever-jug, Peraštani su u zamahu prosperiteta odlučili zidati novu crkvu.
U nadžupskom arhivu crkve čuvaju se zapisi Tripa Smeće i obiteljski arhiv obitelji Bronza.
Crkva je sjeverno od Pjace. Zapadno od Pjace je Kuća Vijeća u kojoj su zborovali plemstvo i Univerza. Na istoku od Pjace je Mala pjaca. U blizini je Balota, velika kamena kugla koja je oznaka podjela grada na Penčiće i na Luku.
Uz crkvu sv. Nikole je vezan stari peraški običaj Mađ. Ranog jutra svakog 1. svibnja Peraštani kite stablo mladog hrasta kao znak veselja radi početka najljepšeg proljetnog mjeseca. Prema običaju posljednji mladoženja iz mjesta bere stablo hrasta i postavlja ga na središnji trg, to jest ispred ove crkve. Mještani okićuju stablo bočicama mlijeka, vina, suhim kolačima i raznobojnim trakama. Posljednji oženjeni podiže ga uz zvuke tamburica. Potom mještani i gosti zajedno obilaze mjesto uz zvuke tamburica i pjesmu te nakon toga skupa ulaze u ugostiteljski objekt na bijelu kavu sa suhim kolačima – koromanima.
Stara i nova crkva su na ovim lokacijama: č.z.141/1 i 142/2 (središte Perasta) i č.z. 87 (Penčići, kod zaraslih zidina).
Neki Crnogorci su u vrijeme Petra I Petrovića Njegoša ukrali zvono s crkve u Perastu zbog čega im je neko vrijeme bio zabranjen pristup pazaru u Kotoru. Sveti Nikola se osobito štuje na primorju jer je zaštitnik putnika na vodama. Zato su mu posvećeno brojne crkve i kod katolika i pravoslavaca. Jedna od manjih pravoslavnih crkava sv. Nikole je i Crkvica sv. Nikole na hridi kod Krimovice.

## Galerija
- Zvonik
- Zvonik s druge strane
- Pročelje
- Rozeta

## Vanjske poveznice
|  | Zajednički poslužitelj ima još gradiva o temi Crkva sv. Nikole u Perastu |